# Miss England III
Miss England III fue el nombre de la última de una serie de lanchas rápidas utilizadas por Henry Segrave y Kaye Don para batir el récord mundial de velocidad náutico en las décadas de 1920 y 1930.

## Diseño y construcción
Miss England III difiere de las Miss England anteriores en el uso de hélices gemelas. Los motores Rolls-Royce R de la Miss England II también se desarrollaron aún más, mediante la adopción de una sobrealimentación mejorada.

## Trayectoria en las carreras

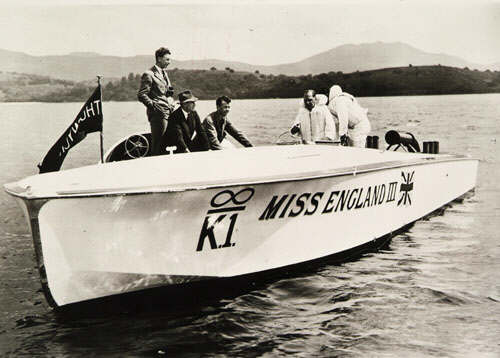
Miss England III en Loch Lomond (julio 1932)

El 18 de julio de 1932, Kaye Don estableció un nuevo récord mundial de velocidad náutico, con una registro de 119,81 mph (192,8 kilómetros por hora) logrado en el lago Lomond. El récord se mantuvo hasta agosto, recayendo en la nueva Miss America X de Gar Wood, equipada con cuatro motores Packard, con una marca de 124,91 millas por hora (201 km/h). Los dos barcos se enfrentaron en 1932 por el Trofeo Harmsworth en el lago Saint Clair.
Don Kaye decidió no seguir compitiendo por el récord. El Museo de Ciencias de Londres conserva un modelo de Miss England III.